# バーミングハム美術館
バーミングハム美術館(Birmingham Museum of Art)は、アラバマ州バーミングハムにある美術館である。

## 沿革
1908年に設立されたバーミングハム・アート・クラブ（Birmingham Art Club）が元になっている。1927年にはバーミングハム公共図書館でコレクション展を開き、以後20年間コレクションを増やしていった。1950年になって運営委員会により美術館創設の計画が持ち上がり、1951年4月には市庁舎の空き部屋で「バーミングハム美術館」として展覧会を開催する。
美術館は中国の陶器や日本の版画などの寄贈を受けて所蔵品を増やしていった。1952年にはサミュエル・H・クレスの財団から29点のイタリア・ルネサンス絵画を長期に渡って寄与されることになる。1959年には新しい建物Oscar Wells Memorial Buildingがオープンした。

## コレクション

### アフリカ美術
2,000点近くの12世紀から現在までのブラックアフリカの美術品を所蔵している。彫刻、仮面、家具、儀式に使う品、テキスタイル、陶器や金属工芸品などがある。

### アメリカ美術
18世紀後半から20世紀半ばまで、絵画や彫刻、素描や装飾美術品を所蔵している。油彩画には ギルバート・スチュワート、チャイルド・ハッサム、ジョージア・オキーフ、彫刻は ハイラム・パワーズ、フレデリック・レミントン、また ティファニーの工房や フランク・ロイド・ライトも含まれている。また、アルバート・ビアスタットのLooking Down Yosemite Valley, California (1865) はアメリカの風景画の中でも最も重要な1枚の1つと考えられており、近年全米人文科学基金によりアメリカ美術傑作40点のうちの1つに選ばれた。

### アラバマの芸術
1951年の一般公開以来、バーミングハム美術館は地元アラバマに関する美術品の展示・収集も行っている。アラバマ出身の画家の絵画や南部のキルト、アラバマの陶器等を所蔵している。

### アジア美術
バーミングハム美術館のアジア美術は中国（唐や明時代の品）、大韓民国、日本（縄文時代の土器）、インドからの品だけでなく、アメリカで最も質の高いベトナム陶器のコレクションや仏教美術、ヒンズー美術なども有している。また呉冠中の絵画など、近代アジア美術も所蔵している。スミソニアン博物館からは16世紀から19世紀に作られた翡翠工芸品を長期で貸出されている。

### コンテンポラリー・アート
絵画や彫刻、映像作品や写真、インスタレーションなどのコンテンポラリー・アート部門には ジョアン・ミッチェル、アンディ・ウォーホル、ビル・ヴィオラ、リンダ・ベングリス、ケリー・ジェームズ・マーシャル、カルム・イネス、グレース・ハーティガン、ラリー・リバース、ルイーズ・ネヴェルソン、フィリップ・ガストンなどの作品がある。 

### ヨーロッパ美術
クレス財団からのイタリア・ルネサンス絵画にはピエトロ・ペルジーノ、カナレット、パリス・ボルドーネなどがある。その他ヤーコプ・ファン・ロイスダール、 フェルディナント・ボル、バルタザール・ファン・デル・アスト、トマス・ゲインズバラ、トマス・ローレンス、 フランソワ＝ユベール・ドルーエ、ジャン＝バティスト・ウードリー、メアリー・カサット、ギュスターヴ・クールベ、ジャン＝バティスト・カミーユ・コローなどの作品がある。

### ヨーロッパ装飾美術
磁器、ガラス、家具など12,000点以上を所蔵。19世紀ヨーロッパで作られた鋳鉄を使ったコレクションはアメリカ唯一である。また  ルイ14世および ルイ16世時代の家具、磁器、金銅、素描やウェッジウッドのコレクションもある。

### ネイティブ・アメリカン・アート
ネイティブ・アメリカンの美術品も充実しており、ナヴァホ族のブランケットやラグ、プエブロの陶器、プレーンズ・インディアンのビーズ作品やシャーマンの頭飾りなどがある。

### アメリカ先住民
コレクションはメソアメリカ、中央アメリカ、北部アンデスから集められている。その中にはサポテカ文明時代の陶器、 マヤ文明時代の彫刻や陶器、装身具、アステカの石で出来た彫刻が含まれる。また、コスタリカやグアテマラ、パナマからの品々、シカン文化時代の儀礼用の金の杯、モチェ文化時代の陶器、古代ペルーの織物などもある。

### チャールズ・W・アイルランド彫刻公園
美術館の外には彫刻公園があり、 フェルナンド・ボテロ、ジャック・リプシッツ、 オーギュスト・ロダンの作品だけでなくエリン・ジマーマンのLithos II (1993)、水壁とプールを組み合わせたヴァレリー・ジョードンのBlue Pools Courtyard (1993)、2001年に美術館開館50周年を記念して造られたソル・ルウィットのBands of Color in Various Directions, などがある。

## 参照
1. ↑  “AMERICAN ART”.   Birmingham Museum of Art. 2012年1月27日閲覧。
2. ↑  “米バーミンガム美術館、黎朝時代の陶磁器購入、陶磁器展の目玉に”.   VIETJO ベトナムニュース (2011年12月15日). 2012年1月17日閲覧。